# Monomorium jonesi
Monomorium jonesi är en myrart som beskrevs av Arnold 1952. Monomorium jonesi ingår i släktet Monomorium och familjen myror. Inga underarter finns listade i Catalogue of Life.